# Адам Андерссон
Карл Адам Андерссон (швед. Carl Adam Andersson; нар. 11 листопада 1996, Гетеборг, Швеція) — шведський футболіст, центральний півзахисник норвезького клубу «Русенборг» та національної збірної Швеції.

## Ігрова кар'єра

### Клубна
Адам Андерссон народився у місті Гетеборг і є вихованцем місцевого клубу «Геккен». Також він виступав за клуб з цього міста «Вестра Фрелунда». що грає у нижчих дивізіонах. У липні 2015 року Андерссон дебютував у складі «Геккена» у матчах Аллсвенскан. У квітні 2016 року Адам відзначився своїм першим голом у професійному футболі.
У 2021 році футболіст підписав контракт з норвезьким клубом «Русенборг», який розрахований до 2024 року.

### Збірна
У січні 2019 року у товариському матчі проти команди Фінляндії Адам Андерссон дебютував у національній збірній Швеції.

## Досягнення
Геккен
- Переможець Кубка Швеції: 2015/16